# 李迁仕
李遷仕（？—551年），南梁将领。
李遷仕担任高州刺史。太清二年（548年），侯景之乱爆发，李遷仕受命援救建康。十二月，与湘東王世子蕭方等布陣在湘子岸前的大营合军。鄱陽王萧范世子蕭嗣、永安侯萧确、原司州刺史羊鸦仁、天門郡太守樊文皎率领部队渡过秦淮河，攻打并焚烧了東府城前面的栅栏。太清三年（549年）正月、援军在青溪的东面安营扎寨，李迁仕、樊文皎率领五千名精锐的士兵单独前进，一直深入到敌军营地，遭到侯景部将宋子仙的伏击，樊文皎战死。
李迁仕逃回了当陽。大宝元年（550年），李迁仕占据大皋口。派使者去召见高凉太守馮寶。冯宝想应召而行，其妻洗夫人认为李迁仕要造反，制止了他。几天后，李迁仕派主帅杜平虏带兵攻人灨石，在鱼梁修城以威胁南康。陳霸先派周文育去进攻他。李迁仕派老弱者守大皋，自率精兵攻打周文育。两军激战、陳霸先命杜僧明来援，洗夫人也挥兵袭击，李迁仕逃跑到宁都自保。寧都劉藹（劉孝尚）支援李迁仕，李迁仕率水軍攻打南康。杜僧明、周文育、侯安都、徐度、杜稜率军二万，据守白口，築城防御李迁仕。李迁仕与其对峙。
大宝二年（551年）三月，杜僧明攻克宁都城，活捉了李迁仕。把李迁仕送到南康，陳霸先将他斬杀。